# Acacia basedowii
Acacia basedowii — вид квіткових рослин з родини бобових. Ареал: Австралія (Північна територія, Південна Австралія, Західна Австралія).

## Екологія
Він зустрічається на кам'янистих схилах і вздовж короткочасних водотоків і росте на твердих червоних піщаних ґрунтах.

## Морфологічний опис
Це розлогий і колючий кущ, який зазвичай досягає висоти від 0.5 до 1 метра. Цвіте з червня по жовтень і дає жовті квіти. Кущ має стрункі шипуваті гілочки. Більшість старих філодій скидаються, що оголює гілочки. Товсті філодії мають видовжено-еліптичну форму, 2 см × 2 мм, і мають три-п'ять нечітких поздовжніх жилок. Прості та пазушні суцвіття бувають парними або поодинокими з кулястими жовтими головками. Темно-коричневі насіннєві плоди, які утворюються після цвітіння, вигнуті або скручені до довжини приблизно 5 см і ширини 3 мм.